# Prix de la bande dessinée scolaire
Le Prix de la bande dessinée scolaire est un prix décerné au festival international de la bande dessinée d'Angoulême depuis 1985 récompensant le travail d'un jeune auteur amateur étant au lycée ou dans une école d'art. Si la plupart des lauréats n'ont pas percé, certains sont par la suite devenus des professionnels de la bande dessinée.
Organisé depuis 1984 par la Caisse d'Épargne dans le cadre du « concours de la BD scolaire », le prix s'est également appelé au fil de son histoire Alfred BD scolaire, Alph-Art scolaire et Grand Écureuil d'or.

## Bande dessinée scolaire (1985-2009)

### Alfred BD Scolaire
- 1985 : Luong Dien Phong, Laurent Pavési et Pascal Masslo
- 1986 : Luc Jacamon
- 1987 : Nicolas Marlet
- 1988 : Benoît Ers

### Alph Art scolaire
- 1989 : Moana Thouard
- 1990 : Jochen Gerner
- 1991 : Benjamin Sabatier
- 1992 : Frédéric Rémuzat[1]
- 1994 : Julien Lamanda
- 1995 : Daniel Blancou
- 1996 : Guillaume David

### Grand écureuil d'or
- 1994 : Juliette Pinoteau
- 1997 : Jeremy Laroche / Catherine Meurisse
- 1998 : Richard Memeteau
- 1999 : Jean-Philippe Sanfourche
- 2000 : Sylvain Marc
- 2001 : Vincent Perriot
- 2002 : Richard Thiébault
- 2003 : Jean Bastide

### Prix de la bande dessinée scolaire
- 2005 : Jérémie Moreau
- 2006 : Elsa Fanton d'Andon
- 2007 : Lucrèce Andréaé
- 2008 : Richard Beaumois
- 2009 : Vincent Caut
- 2010 : Léopold Bensaïd
- 2011 : Marylou Dufournet
- 2012 : Valentin Morice
- 2013 : Lise Remon
- 2014 : Noé Garcia
- 2015 : Margaut Shorjian
- 2016 : Marin Inbona